# Чемпіонат Франції з тенісу 1910
Чемпіонат Франції з тенісу 1910 - 20-й розіграш Відкритого чемпіонату Франції. Турнір знову проводився у Парижі. Цей чемпіонат став єдиним у період з 1902 до 1914 років, коли Макс Декюжі не здобув жодного трофею. Моріс Жермо здобув перемогу у чоловічому одиночному та парному (разом з Марселем Дюпоном) розрядах. У жінок обидва трофеї забрала Жанна Матте (у парному розряді - з Дейзі Сперанца). Мікст виграла пара М. Мені / М. Мені.

## Дорослі

### Чоловіки, одиночний розряд
Моріс Жермо переміг у фіналі  Франсуа Бланші 6–1, 6–3, 4–6, 6–3

### Жінки, одиночний розряд
Жанна Матте перемогла у фіналі  Маргариту Брокдіс 1–6 6–1 9–7

### Чоловіки, парний розряд
Марсель Дюпон /  Моріс Жермо

### Жінки, парний розряд
Жанна Матте /  Дейзі Сперанца

### Змішаний парний розряд
М. Мені /  М. Мені